# Пасока (десерт)
Пасо́ка (порт.-браз. paçoca), також капироса́ва (порт.-браз. capiroçava) — поширений десерт бразильської кухні, віддалений аналог халви. Пасока робиться з меленого арахісу, цукру та солі. У деякі рецепти також додають борошно: кукурудзяне, вівсяне або маніокове. Історично пасока була десертом, типовим для кухні сільських районів Бразилії, особливо у південно-східних штатах Сан-Паулу та Мінас-Жерайс. Хоча сьогодні пасока виробляється у промислових масштабах, її, як і раніше, нерідко готують удома, особливо до літнього фестивалю «Festa Junina» (аналог Іванова дня). Пасока має солодкий смак та суху тверду текстуру.

## Історія
Пасока в її нинішньому вигляді була винайдена в період колоніальної Бразилії, але бразильські індіанці мали рецепти, в яких борошно з маніоки змішувалося з іншими інгредієнтами. Ці рецепти були змінені поселенцями, створивши сучасну комбінацію з використанням цукру.

## Назва
Назва «пасока» походить з мови індіанців тупі. Тим же словом називається й інша, несолодка страва: суміш борошна з маніоки з в'яленою яловичиною. Обидві страви, можливо, походять від однієї й тієї ж індіанської страви, але згодом перетворилися на зовсім різні продукти.

## Приготування
Приготування пасоки в домашніх або ремісничих умовах починається з обсмажування арахісу. Потім його змішують з іншими інгредієнтами та все разом подрібнюють у спеціальній ступі (pilão). На сучасному виробництві використовують промислові міксери, а суміш пресують в різні форми, найчастіше, надаючи продукту форму квадратика або форму пробки. Потім вироблена на фабриках пасока фасується і продається, як цукерки. Існують і сучасні промислові рецепти, наприклад, дієтичний без додавання цукру.